# Klaus Polkehn
Klaus Polkehn (* 11. Juni 1931 in Berlin; † 12. Januar 2008) war ein deutscher Journalist und Schriftsteller.

## Leben

### Ausbildung und Journalist
Nach der Lehre zum Schriftsetzer und einer Volontariat arbeitete er bei der FDGB-Zeitung Tribüne. Im März 1953 war sein Vater Hugo Polkehn politisch aufgefallen, weil er als leitender Redakteur während des Nachtdienstes bei der Imprimatur einen Satzfehler übersehen hatte: Für Stalin stand dort nun statt Freund des Friedens die Bezeichnung Freund des Krieges. Im Dezember 1953 wurde er wegen Boykotthetze und Agententätigkeit zu fünfeinhalb Jahren Zuchthaus verurteilt. Er wurde später rehabilitiert und arbeitete  bis ins hohe Alter für die Berliner Zeitung.

### Streit mit der SED und die Wochenpost
Damit war auch Klaus Polkehn betroffen, der seine Stellung bei der Zeitung Tribüne verlor. Er hatte sich gegen die falschen Beschuldigungen seines Vaters gewandt. Vertreter der Abteilung für Agitation im ZK der SED teilten ihm daraufhin mit, dass er nicht mehr als Journalist arbeiten dürfe. Nach einem Gespräch mit dem Anwalt Friedrich Karl Kaul gab ihm dieser den Hinweis, er sollte sich bei der Zeitschrift Wochenpost bewerben. Zunächst betrieben Funktionäre der SED die Bewerbung, doch Redakteure um Rudi Wetzel, Günter Stillmann und Rudolf Hirsch setzten sich so hartnäckig für ihn ein, dass er Anfang 1954 den Arbeitsvertrag erhielt. Trotzdem konnte er schon vorher mit der Arbeit in der Zeitung beginnen.

### Arbeit in der Wochenpost
Er war in der Redaktion der jüngste Redakteur. Als am 17. Dezember 1953 die erste Ausgabe gedruckt wurde, hatte er das „Vorrecht“, die Rotationsmaschine mit Sekt zu begießen. Zuerst schrieb er Artikel als Wirtschaftsredakteur. Danach verfasste er Tatsachenberichte. Er konnte sich mit dem Leiter der Redaktion Außenpolitik Gerhart Eisler, dem Bruder von Hanns Eisler, gut verstehen, da auch er mit der Partei einige Auseinandersetzungen hatte. So kam es, dass er in dieses Ressort wechselte und Artikel über das Ausland schrieb, wobei er auf Eindrücke seiner Auslandsreisen vor allem in die arabischen Länder aufbaute. Seit 1957 stand er in Kontakt mit Si Mustapha-Müller, der den algerischen Rückführungsdienst für Fremdenlegionäre aufgebaut hatte und leitete.
Ab 1969 bekleidete Polkehn den Posten eines Stellvertreters des Chefredakteurs.

### Nach der politischen Wende
Als nach der politischen Wende in der DDR die wirtschaftspolitischen Veränderungen kamen, verließ er im Oktober 1991 die Zeitschrift und wurde freier Schriftsteller. Weiterhin betätigte er sich für die politischen Rechte der Palästinenser in der von ihm herausgegebenen Zeitschrift Palästina Nachrichten und in der Deutsch-Arabischen Gesellschaft.
Als Schriftsteller verfasste er viele Reportagen von seinen Reisen, Bücher und Sachbücher auf dem Gebiet kulturhistorischer Darstellungen.

### Auszeichnungen
1972 wurde Klaus Polkehn mit dem Vaterländischen Verdienstorden in Bronze ausgezeichnet.

## Schriften
- Geheime Kommandosache – Ein Tatsachenbericht mit Horst Bärwald, Berlin 1960
- Bis fünf nach zwölf – Ein Tatsachenbericht mit Horst Bärwald, Berlin 1960
- Sherlock Holmes hat ausgedient, Berlin 1961
- Wie es wirklich war – Zionismus im Komplott mit dem Faschismus, in: Horizont 3 (1970), S. 28
- Kontinente aus der Vogelschau: Das Flugzeug entdeckt die Erde, Leipzig 1962
- Sonne über Rif und Tell; nordwestafrikanische Reportagen 1962, Leipzig 1963
- Im Banne der Sahara: Die grosse Wüste im Spiegel der Jahrtausende, Leipzig 1969
- Meghal, aki nem hallgat mit Horst Szeponik, Budapest 1970
- Unterwegs in Algerien, Leipzig 1975
- Kalifen, Fes und Morgenstern: Zeitbilder aus alten Städten im Vorderen Orient, Berlin 1979
- Wer nicht schweigt, muss sterben: Ein Tatsachenbericht über die Mafia mit Horst Szeponik, Berlin 1983
- Palästina: Reisen im 18. und 19. Jahrhundert, Berlin 1986
- Feldzug mit General Mafia mit Horst Szeponik, Berlin 1986
- Der Zionismus im Komplott mit dem Nationalsozialismus, Freiburg 1987
- Krieg um Wasser? – der Jahrhundertkonflikt im Nahen Osten, Berlin 1992
- Das war die Wochenpost: Geschichte und Geschichten einer Zeitung, Berlin 1997
- Wilhelm II. in Konstantinopel. Der politische Startschuß zum Bau der Bagdadbahn, in: Jaschinski, Klaus / Waldschmidt, Julius, Des Kaisers Reise in den Orient 1898, Berlin 2002
- Damals im Heiligen Land: Reisen in das alte Palästina, Berlin 2005
- Die Mission des Si Mustapha – ein Deutscher kämpft für Algerien, in: Wolfgang Schwanitz (Hg.): Deutschland und der Mittlere Osten im Kalten Krieg, Leipziger Universitätsverlag, Leipzig 2006, ISBN 3-86583-144-3, S. 30–45.

## Referenzen
- Klaus Polkehn, Das war die Wochenpost: Geschichte und Geschichten einer Zeitung, Berlin: Ch. Links, 1997, ISBN 3-86153-141-0